# Bathynomus miyarei
Bathynomus miyarei là một loài chân đều trong họ Cirolanidae. Loài này được Lemos de Castro miêu tả khoa học năm 1978.